# Ворм, Мишел
Ми́шел Ворм (нидерл. Michel Vorm, нидерландское произношение: [ˈmiʃɛl ˈvɔrm]; род. 20 октября 1983, Эйсселстейн, Утрехт) — нидерландский футболист, вратарь. Выступал в национальной сборной Нидерландов.

## Клубная карьера

### «Утрехт»
Начал играть в футбол в родном городе в любительском клубе. Там он был замечен скаутами клуба «Утрехт». Он много работал, но сделать шаг в основную команду «Утрехта» не смог и был отдан в аренду клубу «Ден Босх» на сезон 2005/06. В «Ден Босхе» дебютировал 12 августа 2005 года в матче против «Эммена», тогда клуб Ворма проиграл (3:1). Он провёл удачный сезон в котором сыграл 35 матчей, поэтому летом 2006 года был добавлен в список игроков «Утрехта».
В рамках подготовки к новому сезону, Мишёл был более надёжным хранителем ворот, чем два других утрехтских вратаря Франк Грандел и Йост Терол, поэтому начал сезон 2006/07 в качестве основного вратаря. В конце сезона по мнению болельщиков ФК «Утрехт» был избран в качестве игрока года. Он получил трофей Давида ди Томмазо, названный в честь бывшего игрока «Утрехта» Давида ди Томмазо, умершего от сердечного приступа.
В период подготовки к следующему сезону он столкнулся на игре и получил травму плеча. Когда он полностью восстановился и пришло время игры с «Херенвеном», он получил травму колена. После операции, кусочек мениска на правом колене был удалён.

### «Суонси Сити»
7 августа 2011 года Ворм перешёл в английский «Суонси Сити» за 1,5 млн фунтов. 27 сентября 2012 года Ворм подписал новый четырёхлетний контракт с «Суонси».

### «Тоттенхэм Хотспур»
24 июля 2014 года Ворм перебрался в «Тоттенхэм Хотспур» за 5 млн фунтов. Летом 2019 года Ворм покинул клуб в связи с окончанием срока контракта. В летнее трансферное окно голландец не нашёл себе новый клуб. Однако 14 октября 2019 года «Тоттенхэм» принял решение вернуть Ворма в связи с травмой основного вратаря — Уго Льориса, — который выбыл из строя, ориентировочно, до конца года. Ворм присоединился к «Тоттенхэму» на правах свободного агента. Летом 2020 окончательно покинул стан клуба и стал свободным агентом.
26 октября 2020 года Мишел Ворм объявил о завершении карьеры.

## Карьера в сборной
Летом 2006 года в качестве резервного вратаря отправился вместе с молодёжной сборной Нидерландов в Португалию на Чемпионат Европы среди игроков до 21 года. Он не смог конкурировать с Кеннетом Вермером и так не смог провести на поле ни минуты.
3 октября 2008 года было объявлено о том, что тренер Берт ван Марвейк призвал Ворма в состав голландской сборной. 19 ноября 2008 года дебютировал в форме сборной Нидерландов, вышел на поле во второй половине матча в товарищеском матче против Швеции.

## Статистика

### Матчи Ворма за сборную Нидерландов
| Матчи Ворма за сборную Нидерландов | Матчи Ворма за сборную Нидерландов | Матчи Ворма за сборную Нидерландов | Матчи Ворма за сборную Нидерландов | Матчи Ворма за сборную Нидерландов | Матчи Ворма за сборную Нидерландов |
| ---------------------------------- | ---------------------------------- | ---------------------------------- | ---------------------------------- | ---------------------------------- | ---------------------------------- |
| №                                  | Дата                               | Соперник                           | Счёт                               | Пропущено голов                    | Соревнование                       |
| 1                                  | 19 ноября 2008                     | Швеция                             | 3:1                                | 1                                  | Товарищеский матч                  |
| 2                                  | 5 сентября 2009                    | Япония                             | 3:0                                | —                                  | Товарищеский матч                  |
| 3                                  | 9 сентября 2009                    | Шотландия                          | 1:0                                | —                                  | Чемпионат мира 2010 (отбор)        |
| 4                                  | 1 июня 2010                        | Гана                               | 4:1                                | —                                  | Товарищеский матч                  |
| 5                                  | 11 августа 2010                    | Украина                            | 1:1                                | 1                                  | Товарищеский матч                  |
| 6                                  | 25 марта 2011                      | Венгрия                            | 4:0                                | —                                  | Чемпионат Европы 2012 (отбор)      |
| 7                                  | 29 марта 2011                      | Венгрия                            | 5:3                                | 3                                  | Чемпионат Европы 2012 (отбор)      |
| 8                                  | 7 октября 2011                     | Молдова                            | 1:0                                | —                                  | Чемпионат Европы 2012 (отбор)      |
| 9                                  | 11 октября 2011                    | Швеция                             | 2:3                                | 3                                  | Чемпионат Европы 2012 (отбор)      |
| 10                                 | 11 июня 2013                       | Китай                              | 2:0                                | —                                  | Товарищеский матч                  |
| 11                                 | 14 августа 2013                    | Португалия                         | 1:1                                | 1                                  | Товарищеский матч                  |
| 12                                 | 6 сентября 2013                    | Эстония                            | 2:2                                | 2                                  | Чемпионат мира 2014 (отбор)        |
| 13                                 | 10 сентября 2013                   | Андорра                            | 2:0                                | —                                  | Чемпионат мира 2014 (отбор)        |
| 14                                 | 11 октября 2013                    | Венгрия                            | 8:1                                | 1                                  | Чемпионат мира 2014 (отбор)        |
| 15                                 | 12 июля 2014                       | Бразилия                           | 3:0                                | —                                  | Чемпионат мира 2014                |

Итого: 15 матчей / пропущено 12 голов; 11 побед, 3 ничьи, 1 поражение.

## Достижения
«Суонси Сити»
- Обладатель Кубка лиги: 2012/13

«Тоттенхэм Хотспур»
- Финалист Лиги чемпионов: 2018/19

Сборная Нидерландов
- Бронзовый призёр чемпионата мира 2014